# Liste der Naturdenkmale in Neuenbürg
| Naturdenkmale | Anzahl |
| ------------- | ------ |
| FND           | 2      |
| END           | 1      |
| Gesamt        | 3      |

Die Liste der Naturdenkmale in Neuenbürg nennt die verordneten Naturdenkmale (ND) der im baden-württembergischen Enzkreis liegenden Stadt Neuenbürg. In Neuenbürg gibt es insgesamt drei als Naturdenkmal geschützte Objekte, davon zwei flächenhafte Naturdenkmale (FND) und ein Einzelgebilde-Naturdenkmal (END).
Stand: 1. November 2016.

## Flächenhafte Naturdenkmale (FND)
| Name                               | Bild | Kennung     | Einzelheiten | Position | Fläche Hektar | Datum         |
| ---------------------------------- | ---- | ----------- | ------------ | -------- | ------------- | ------------- |
| Angelstein (Felsgruppe)            |      | 82360430002 | Neuenbürg    | ⊙        | 0,1           | 22. Okt. 1949 |
| Großer Volzemer Stein (Felsgruppe) |      | 82360430001 | Neuenbürg    | ⊙        | 0,1           | 22. Okt. 1949 |
| Legende für Naturdenkmal           |      |             |              |          |               |               |

## Einzelgebilde (END)
| Name                     | Bild | Kennung     | Einzelheiten | Position | Fläche Hektar | Datum         |
| ------------------------ | ---- | ----------- | ------------ | -------- | ------------- | ------------- |
| Försterlinde             | BW   | 82360430001 | Neuenbürg    | ⊙        | 0,0           | 29. Okt. 1952 |
| Legende für Naturdenkmal |      |             |              |          |               |               |